# Bălilești
Bălilești è un comune della Romania di 4 289 abitanti, ubicato nel distretto di Argeș, nella regione storica della Muntenia.
Il comune è formato dall'unione di 7 villaggi: Băjești, Bălilești, Golești, Poienița, Priboaia, Ulita e Valea Mare-Bratia.